# Gloria Stuart
Gloria Frances Stuart, geboren als Gloria Frances Stewart (Santa Monica, 4 juli 1910 – Los Angeles, 26 september 2010) was een Amerikaans actrice.

## Biografie
In 1932 kreeg Stuart een contract bij Universal Studios. Ze werd dat jaar geselecteerd als een van de dertien WAMPAS Baby Stars. Ze ging naar 20th Century Fox en speelde de rest van de jaren dertig met onder anderen Lionel Barrymore, Claude Rains en Shirley Temple.
Tijdens de jaren veertig was ze meer geïnteresseerd in de Screen Actors Guild en speelde ze daarom in relatief weinig films. Tussen 1946 en 1975 verscheen ze helemaal niet in films. Daarna begon ze voornamelijk in televisiefilms te acteren. In 1997 maakte ze op 87-jarige leeftijd een comeback in de film Titanic. Ze kreeg voor haar rol als 101-jarige overleefster van de scheepsramp een Oscarnominatie en was daarmee de oudste actrice ooit die voor een Oscar werd genomineerd. Haar laatste rol speelde ze in 2004, in de film Land of Plenty van regisseur Wim Wenders.
Stuart was de weduwe van de scenarioschrijver Arthur Sheekman (1901-1978), met wie ze in 1934 trouwde. Haar echtgenoot was vooral bekend als co-auteur van Monkey Business (1931) en Horse Feathers (1932), twee van de films van de Marx Brothers.
In de jaren tachtig overleefde Stuart borstkanker. Ze overleed in 2010 op 100-jarige leeftijd aan de gevolgen van longkanker.

## Filmografie (selectie)
- 1932 - The Old Dark House
- 1933 - The Invisible Man
- 1934 - Here Comes the Navy
- 1935 - Gold Diggers of 1935
- 1935 - Professional Soldier
- 1936 - Poor Little Rich Girl
- 1938 - Rebecca of Sunnybrook Farm
- 1986 - Wildcats
- 1997 - Titanic
- 2000 - The Million Dollar Hotel
- 2004 - Land of Plenty